# Alejandro Navarro
Alejandro Navarro Brain (nascido em 20 de novembro de 1958) é um político chileno que atuou como parlamentar da região Bío-Bío desde 1994; primeiro como deputado e, desde 2006, como senador. Fundou, em 2009, o Movimento Social Amplo (MAS em espanhol), mesmo ano em que concorreu ao cargo de presidente da República. Sua esposa é Ana Garcia Sciaraffia e tem cinco filhos. Mais tarde, ele deixa o Movimento Social Amplo (MAS) para formar o partido País.

## Infância e escolaridade
Alejandro é o filho mais velho do carpinteiro Fernando Navarro e da dona de casa Lidia Brain. Desde cedo, o Alejandro aprendeu a profissão do pai, ajudando-o com pequenas tarefas na oficina de casa. Também aprendeu a fazer pipas, as quais ele venderia com a mãe nos mercados de rua. Navarro se formou primeiro na Escola Primária Recoleta Rafael Sanhueza Lizardi e, depois, na Escola Secundária José Miguel Carrera.

## Antes do parlamento
Em 1982, ele foi aceito pela Universidade de Concepción para estudar pedagogia na filosofia. É durante esses anos que Alejandro molda seu caráter como um líder determinado e audaz, tornando-se o presidente da Federação de Estudantes da Universidade de Concepción (FEC em espanhol). Esta foi a primeira associação que nasceu após o golpe de estado de 1973. Alejandro ingressou no Partido Socialista em 1983, tornando-se membro do Comitê Central da Juventude Socialista. Anos depois, passou a dirigir o Instituto Nacional da Juventude da região (INJUV em espanhol). Em 1988, conheceu Ana Garcia, começando um relacionamento longo que dura até hoje. Seu primeiro filho, Araxza, nasceu em 1997. América, Alonso, Antonio e Amaro são os outros filhos de Alejandro.

## Candidatura parlamentar
Em 1994, Alejandro foi eleito deputado pela região Bío-Bío no 45.º distrito do estado. Ele então se tornou proeminente, atuando como a voz dos cidadãos na Câmara dos Deputados do Chile ao investigar grandes empresas acusadas de fraude. Ele também teria um grande interesse pelo meio ambiente, liderando comitês e comissões "verdes" que aprovariam vários Projetos de Lei sobre esse assunto. Ao mesmo tempo, ele criou sua página na internet, www.navarro.cl, que se tornaria a primeira website de um deputado chileno. Primeiro em 1997, depois em 2001, Alejandro foi reeleito no mesmo cargo. Nesta última eleição, ele iria receber 47% dos votos e se tornar o deputado mais votado na região Bío-Bío e o terceiro em todo o país.

## Senador, MAS e candidatura presidencial
Em dezembro de 2005, Navarro foi eleito senador pela mesma região – Bío-Bío. Nessa eleição, ele obteve mais de duzentos mil votos, o que fortaleceu sua posição como figura pública, tornando-se o segundo deputado mais votado no Chile. Em 2008 e após vinte e seis anos, ele deixou o Partido Socialista, devido às fortes diferenças com os líderes do partido. Um ano depois, juntamente com os proeminentes líderes sociais, políticos e sindicais, Alejandro fundou o Movimento Social Amplo (MAS em espanhol), o primeiro partido de esquerda registrado antes do SERVEL desde o governo de Salvador Allende. Meses depois, a mesma entidade o proclamou candidato à presidência da República. No entanto, depois de algumas semanas, ele decidiu continuar com seu trabalho parlamentar e deu seu apoio a uma outra perspectiva. Em 2013, foi novamente eleito senador pela região Bío-Bío, com mandato de oito anos, de 2014 a 2022. Pelo partido País, Alejandro disputou à presidência da República na eleição de 2017.

## Marco histórico
Durante sua carreira constitucional, ele propôs mais de trezentos projetos de lei e interveio no plenário mais de mil e seiscentas vezes. Graças a esse trabalho, ele conseguiu criar mais de quinze leis, fazendo mudanças na Constituição chilena, como proibir fogos de artifícios, permitir que mães trabalhadoras amamentem seus filhos ou punir o tráfico humano.